# Allagash River
Der Allagash River ist ein etwa 105 km langer rechter Nebenfluss des Saint John River im Nordwesten des US-Bundesstaats Maine.
Er entwässert ein abgelegenes und landschaftlich reizvolles Gebiet in den Maine North Woods nördlich des Mount Katahdin.
Der Name "Allagash" leitet sich von dem Penobscot-Wort /walakéskʸihtəkʸ/ ab und bedeutet „Rinden-Strom“.
Der Allagash River bildet den Abfluss des Churchill Lake (früher bekannt als Heron Lake) bei Churchill Depot im nördlichen Piscataquis County.
Ursprünglich entwässerte der Allagash River auch die folgenden Seen: Allagash Lake, Chamberlain Lake und Telos Lake. In den 1840er Jahren wurden jedoch mehrere Dämme errichtet, so dass seither das Wasser dieser Seen zum East Branch Penobscot River abfließt. Zweck dieser Ableitung war das Flößen von Baumstämmen an die südlich gelegene Küste von Maine.
Der Allagash River fließt überwiegend in nordöstlicher Richtung. Dabei passiert er eine Kette natürlicher Bergseen. Bei Flusskilometer 23 befinden sich die „Allagash Falls“ (⊙). Schließlich trifft er bei Allagash nahe der internationalen Grenze zu New Brunswick (Kanada) auf den Saint John River.
Der relativ naturbelassene Flusslauf des Allagash River ist ein attraktives Ziel für Kanuten.
Im Jahre 1857 unternahm Henry David Thoreau gemeinsam mit seinem aus Concord stammenden Freund Edward S. Hoar und dem Penobscot-Führer Joseph Polis eine Kanutour zur Quelle des Allagash River, dem Heron Lake.
Seine Aufzeichnungen während der Reise, bekannt als "The Allagash and East Branch", wurden posthum als drittes Kapitel der The Maine Woods 1864 veröffentlicht.
1966 votierten Einwohner von Maine für die Erhaltung und den Schutz des Flusses. Ein Großteil der Flussstrecke liegt nun im Allagash Wilderness Waterway. 1970 wurde dieser Wasserweg Teil des National-Wild-and-Scenic-River-Programms. In den 1990er Jahren wurde der mit Holz gebaute Churchill Dam durch einen Betondamm ersetzt. Dies führte zu Kritik von Umweltaktivisten. Freizeitnutzung und Naturschutz des Flusssystems bleiben weiterhin ein kontroverses Thema.
5 km oberhalb der Flussmündung betreibt der U.S. Geological Survey (USGS) einen Pegel. Der dort gemessene mittlere Abfluss des Allagash River beträgt 56 m³/s.